# Маленька Одеса (фільм)
«Маленька Одеса» (англ. Little Odessa) — американський кримінальний драматичний фільм 1994 року режисера та сценариста Джеймса Грея з Тімом Ротом, Едвардом Фурлонгом, Мойрою Келлі, Максиміліаном Шеллом і Ванессою Редгрейв у головних ролях. Фільм отримав «Срібного лева» на Венеційському кінофестивалі та престижне Гран-прі Союзу кінокритиків Бельгії. Стрічка викликала захват у французького майстра Клода Шаброля.

## Сюжет
Фільм розповідає про особисті стосунки між батьком Аркадієм Шапірою (Шелл), смертельно хворою дружиною Іриною (Редгрейв) і двома його синами Джошуа та Рубеном (Рот і Фурлонг). Старший Джошуа заробляє вбивствами на замовлення для російсько-єврейської мафії у Брукліні. Після виконання роботи Джошуа неохоче приймається за нову — вбивство іранського ювеліра в Брайтон-Біч. Біля квартири своєї родини Джошуа помічає Саша, один із його старих друзів. Наступного дня він повідомляє про це Рубена. Молодший брат зустрічається з Джошуа в готелі, який розпитує, як він дізнався про його появу.
Джошуа залякує Сашу, щоб дізнатися, хто ще знає про нього. Саша відводить його до Віктора та Юрія. Джошуа каже, що вони допоможуть йому знайти іранського ювеліра, а після їхньої відмови, погрожує їм.
Справи погіршаться. Щоб уникнути витоку інформації про нього, Джошуа забиває чоловіка в телефонній будці. Це розлючує боса з сусіднього району Бориса Волкова (Гілфойл). Джошуа починає зустрічатися зі своєю колишньою дівчиною Аллою (Келлі). Рубен відводить Джошуа додому, щоб він знову побачився з батьками, але Аркадій не хоче бачити вбивцю, тому виганяє його.
Джошуа використовує інформацію про роман батька, щоб побачитись зі своєю мамою, яка помирає. Згадавши про минуле, вона просить сина піти на день народження бабусі. Джошуа погоджується.
У день народження своєї бабусі Джошуа зустрічається зі своїми друзями, щоб викрасти ювеліра. На звалищі Джошуа вбиває його, а тіло спалюють у печі. Рубен потайки бачив вбивство та краде револьвер з місця злочину. Аркадій дізнається, що Рубен два місяці прогулює школу, тому б'є сина. Джошуа бачить синці на обличчі брата, він відводить Аркадія до засніженого поля, але втрачає самовладання після того, як Аркадій говорить йому, що йому більше нікуди йти на Брайтон-Біч. Згодом Аркадій здає свого сина Волкову, а Ірина помирає.
Наступного дня двоє чоловіків скидають Рубена з велосипеда, один з них, Волков, каже, що його брат — мрець. Від мафії Джошуа переховується в Алли.
Люди Волкова шукають Джошуа. Рубен від Саші дізнається, де шукати брата та йде до Алли, щоб попередити його. Людина Волкова знаходить Аллу, яка на подвір'ї знімає білизну. Він застрелює її. Рубен бачить тіло Алли та вбиває іншого переслідувача. Саша приїжджає на місце та помічає когось за білизною. Вирішивши, що це людина Волкова, він стріляє. Підійшовши ближче Саша бачить, що вбив Рубена. Він швидко втікає непоміченим. Джошуа знаходить Рубена, загортає в простирадло та спалює тіло в печі.

## У ролях
| Актор               | Роль           |
| ------------------- | -------------- |
| Тім Рот             | Джошуа Шапіра  |
| Едвард Фурлонг      | Рубен Шапіра   |
| Ванесса Редґрейв    | Ірина Шапіра   |
| Максиміліан Шелл    | Аркадій Шапіра |
| Міна Берн           | Циля Шапіра    |
| Мойра Келлі         | Алла Шустервич |
| Пол Гілфойл         | Борис Волков   |
| Наталія Андрейченко | Наташа         |
| Девід Вадим         | Саша           |
| Боріс Макгівер      | Іван           |

## Сприйняття

### Критика
Роджер Еберт стримано відгукнувся про фільм, оцінивши у дві зірки. Рита Кімлі з «Вашингтон пост» похвалила гру акторів, але зауважила щодо якості зйомок: «Арт-штрихи — завжди чудово, але глядач все одно повинен знати, чи дивиться він на головного героя чи на ліхтарний стовп». Девід Руні написав схвальний відгук про фільм, відзначивши роботу режисера, а також акторів.

### Номінації та нагороди
| Нагороди та номінації фільму «Маленька Одеса» | Нагороди та номінації фільму «Маленька Одеса» | Нагороди та номінації фільму «Маленька Одеса» | Нагороди та номінації фільму «Маленька Одеса» | Нагороди та номінації фільму «Маленька Одеса» | Нагороди та номінації фільму «Маленька Одеса» |
| Рік                                           | Кінофестиваль/кінопремія                      | Категорія/нагорода                            | Номінант                                      | Результат                                     |                                               |
| --------------------------------------------- | --------------------------------------------- | --------------------------------------------- | --------------------------------------------- | --------------------------------------------- | --------------------------------------------- |
| 1994                                          | Венеційський кінофестиваль                    | «Срібний лев»                                 | Джеймс Грей                                   | Перемога                                      |                                               |
| 1994                                          | Венеційський кінофестиваль                    | «Золотий лев»                                 | Джеймс Грей                                   | Номінація                                     |                                               |
| 1994                                          | Венеційський кінофестиваль                    | «Кубок Вольпі за найкращу жіночу роль»        | Ванесса Редґрейв                              | Перемога                                      |                                               |
| 1996                                          | Незалежний дух                                | Найкраща дебютна стрічка                      | Джеймс Грей, Пол Вебстер                      | Номінація                                     |                                               |
| 1996                                          | Незалежний дух                                | Найкращий актор                               | Тім Рот                                       | Номінація                                     |                                               |
| 1996                                          | Незалежний дух                                | Найкращий акторка у ролі другого плану        | Ванесса Редґрейв                              | Номінація                                     |                                               |
| 1996                                          | Незалежний дух                                | Найкращий дебютний сценарій                   | Джеймс Грей                                   | Номінація                                     |                                               |
| 1996                                          | Незалежний дух                                | Найкраща робота оператора                     | Том Річмонд                                   | Номінація                                     |                                               |
| 1996                                          | Гран-прі Союзу кінокритиків Бельгії           | Гран-прі                                      | «Маленька Одеса»                              | Перемога                                      |                                               |